# 맥 (컴퓨터)

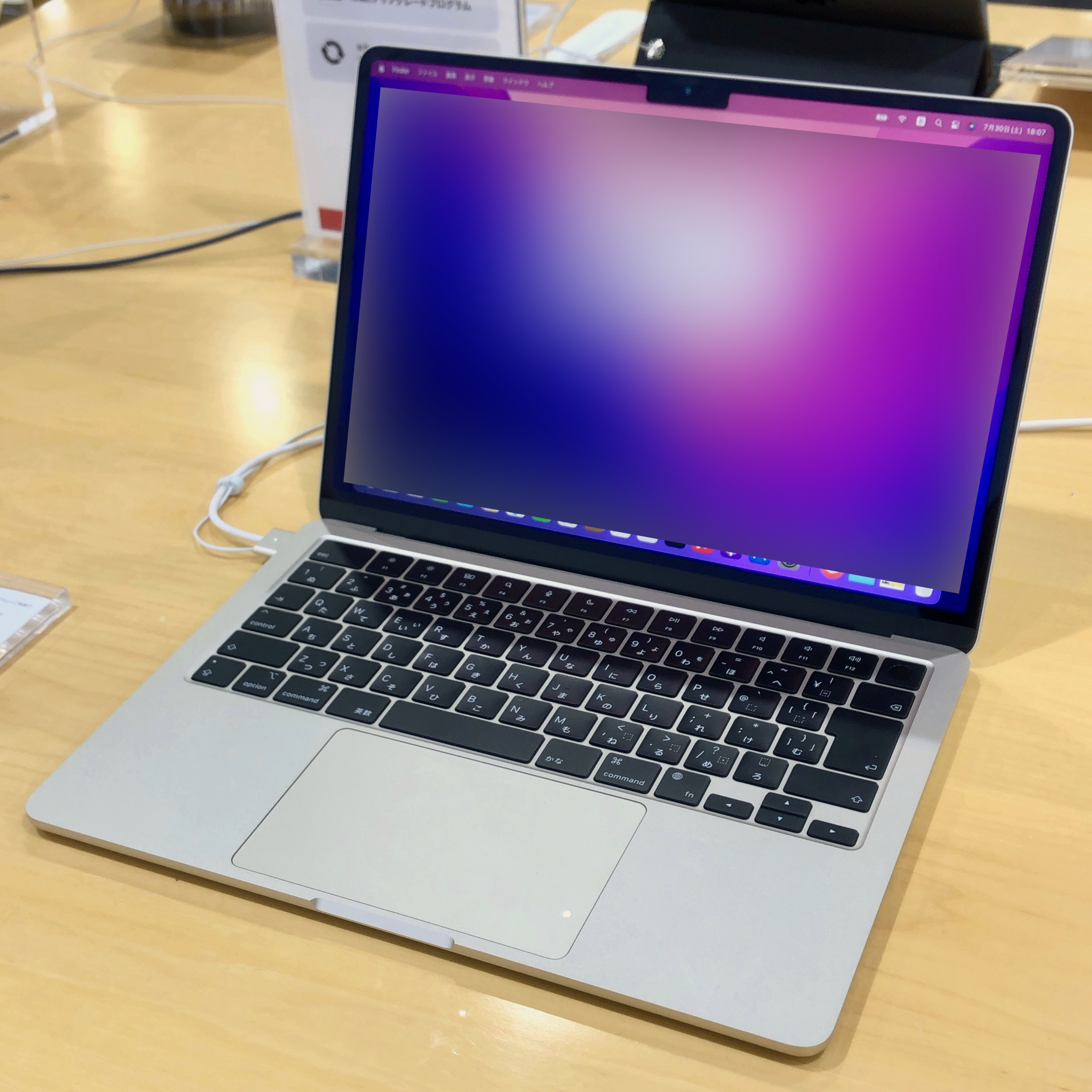
애플의 가장 잘 팔리는 맥 모델인 맥북 에어

매킨토시(영어: Macintosh, 문화어: 메킨토쉬) 혹은 줄여서 맥(영어: Mac)은 애플이 디자인, 개발, 판매하는 개인용 컴퓨터의 제품 이름이다. 1984년 1월 24일 처음 출시된 매킨토시는 당시 유행하던 명령 줄 인터페이스 대신 그래픽 사용자 인터페이스(GUI)와 마우스를 채용해 상업적으로 성공한 최초의 개인용 컴퓨터였다. 하지만 현재 전 세계 대부분의 사람들은 윈도우 기반의 PC를 쓰고 있다. 매킨토시는 값이 비쌌으며 내부를 공개하지 않았기 때문이다.
1980년대 후반을 지나면서 애플은 1980년대의 MS-DOS와 마이크로소프트 윈도우를 사용하던 IBM 호환 PC 시장 점유율을 서서히 걷어내기 시작했다. 애플은 1998년 성공적인 판매와 더불어 매킨토시 상표의 부활을 보여준 아이맥 데스크톱 모델로 다양한 수준의 소비자들을 끌어들였다. 지금의 맥 시스템은 주로 가정과 교육, 전문직 종사자들을 대상으로 하는 시장을 공략하고 있다. 그것들이 바로 앞서 설명한 일반 사용자용 모델인 아이맥과 맥 미니, 맥북 레티나와 맥북 에어 모델, 전문가용 워크스테이션인 맥 프로, 맥북 프로 등이 있다.
맥 제품들은 하드웨어와 맥에 설치되는 모든 운영 체제를 함께 생산함으로써 사용이 쉽고 용이하게 수직적으로 통합되어있다. 이것은 다양한 제조사가 하드웨어를 만들고 또 각기 다른 제조사의 소프트웨어를 사용하는 IBM 호환 PC와의 큰 차이점이다. 애플은 자사가 모두 맥 하드웨어를 생산하며 내부 시스템과 디자인, 가격을 모두 자체적으로 결정한다. 하지만 애플도 다른 회사의 구성품을 사용하기도 하는데 현재 매킨토시의 CPU는 인텔사의 x86 아키텍처이고 그 이전에는 AIM 연합의 PowerPC를 썼고, 그 이전에는 모토로라의 68k를 사용했다. 애플은 또한 맥에서 사용되는 운영 체제를 개발하는데 현재 최신 맥 운영 체제는 macOS 벤투라다. 현재의 인텔 기반 맥은 다른 PC 같이 리눅스, FreeBSD, 윈도우 같은 운영 체제를 선택적으로 운용할 수 있다. 하지만, 다른 컴퓨터에서는 원칙적으론 맥 OS를 사용할 수 없다. 하지만 해킨토시와 같은 방법으로 우회 설치가 가능하다.

## 역사

### 1979 ~ 1984년
매킨토시 프로젝트는 1970년대 후반, 일반 소비자에게 사용이 쉽고 가격이 낮은 컴퓨터를 보급하고자 했던 애플 직원 제프 래스킨(Jef Raskin)이 시작하였다. 그는 자신이 가장 좋아하는 사과 종류인 '매킨토시(Mcintosh)'로 이름을 짓고자 했으나 이미 그 이름을 쓰고 있던 오디오기기 회사 '매킨토시 래버러토리'와의 법률상 문제 때문에 철자를 'Macintosh'로 바꾸었다. 1979년 9월 래스킨은 프로젝트를 위해 팀을 구성할 수 있도록 허가를 받아 견본을 만들 엔지니어들을 찾기 시작했다. 애플 리사팀(애플 리사 컴퓨터는 매킨토시와 비슷하지만 조금은 더 고급 사양으로 개발되고 있었다)의 멤버였던 빌 앳킨슨(Bill Atkinson)이 더 이전에 입사했던 서비스 기술자인 버렐 스미스(Burrell Smith)를 그에게 소개해주었다. 몇년 뒤, 래스킨은 최초의 매킨토시 하드웨어와 소프트웨어를 만들게 될 큰 규모의 개발팀을 모으게 된다. 구성원은 래스킨, 빌 앳킨슨(Bill Atkinson), 버렐 스미스(Burrell Smith), 크리스 에스피노사(Chris Espinosa), 조애나 호프먼(Joanna Hoffman), 조지 크로(George Crow), 브루스 혼(Bruce Horn), 제리 매넉(Jerry Manock), 수잔 케어, 앤디 허츠필드(Andy Hertzfeld) 그리고 대니얼 콧키(Daniel Kottke) 등이었다. 스미스의 첫 번째 매킨토시 보드는 래스킨이 디자인한 64 킬로바이트(KB) 램, 모토로라 6809E 마이크로프로세서, 256x256 해상도가 지원되는 흑백화면의 사양으로 설계되었다. 매킨토시 프로그래머인 버드 트리블(Bud Tribble)은 리사의 그래픽 프로그램을 매킨토시에서 돌리는 데 관심이 있어, 프로젝트의 지원 자금이 계속 줄어드는 와중에서도 스미스에게 애플 리사의 모토로라 68000 마이크로 프로세서를 맥에 장착할 수 있는지 의뢰했다. 1980년 12월 스미스는 68000 프로세서를 장착할 뿐 아니라 속도도 5에서 8MHz로 끌어올린 기판 설계에 성공하였다. 이 보드는 또한 384x256 픽셀의 해상도를 지원했다. 스미스의 디자인은 리사보다 적은 개수의 램을 사용하여 생산단가 문제도 획기적으로 개선했다. 맥의 최종 디자인은 자체 내장형이었는데 다른 컴퓨터들과는 상당히 차이가 큰 64Kb 롬에 퀵드로 그래픽 언어를 내장했고, 16개의 64Kb 램 칩을 연결한 128KB RAM을 장착했다. 메모리 슬롯이 없더라도 맥의 RAM은 공장에서 조립시 16개의 칩 슬롯을 256KB로 바꿔 납땜이 가능하게 함으로써 512KB로 확장이 가능했다. 최종 생산품은 위의 견본 제품에서 9인치 화면과 512x342의 흑백 해상도로 수정되었다.
매킨토시의 구성은 애플의 공동 설립자인 스티브 잡스의 관심을 끌었다. 리사보다 시장성이 더 높다는 것을 깨달은 스티브 잡스는 프로젝트에 관심을 기울이기 시작했다. 래스킨은 1981년 잡스와의 마찰로 프로젝트를 떠났고 마지막 매킨토시의 디자인은 래스킨보다 잡스의 요구대로 만들어졌다고 전해진다(이때 잡스는 래스킨이 지은 매킨토시(macintosh)라는 이름까지 바이씨클(bicycle)로 바꾸려 하였으나 이는 취소되었다). 제록스 PARC사에서 새로운 기술을 개발한다는 소식을 들은 후, 잡스는 제록스 알토 컴퓨터를 관전하고 스몰토크 개발도구를 애플 주식옵션과 교환하는 협상을 위해 제록스 PARC사를 방문한다. 제록스는 세가지 기술을 시연했는데 결국 잡스는 액면가 100만 달러어치의 주식을 양도하고 GUI 기술을 가져왔다. 리사와 매킨토시의 사용자 인터페이스는 제록스 PARC사가 선보인 기술에 영향을 받아 매킨토시 개발진들의 자체 의견과 조합된 결과이다. 또한 잡스는 산업 디자이너인 하르무트 에슬링거(Hartmut Esslinger)에게 매킨토시 개발에 참여하길 권고했고 결과적으로 디자인 언어인 스노 화이트(Snow White)가 탄생하였다. 초기 맥에는 너무 늦은 완료 시기였지만, 1980년 중반부터 후반까지의 거의 모든 맥에 적용이 되었다. 그럼에도 불구하고 매킨토시 프로젝트에서의 잡스의 리더십은 오래가지 못했다. 새로운 CEO인 존 스컬리(John Sculley)와의 격렬한 대립 후, 1985년 분노를 머금고 사퇴한다. 컴퓨터 회사인 넥스트(NeXT)를 설립한 잡스는 1997년까지 애플로 복귀하지 않았다.

### 1984년

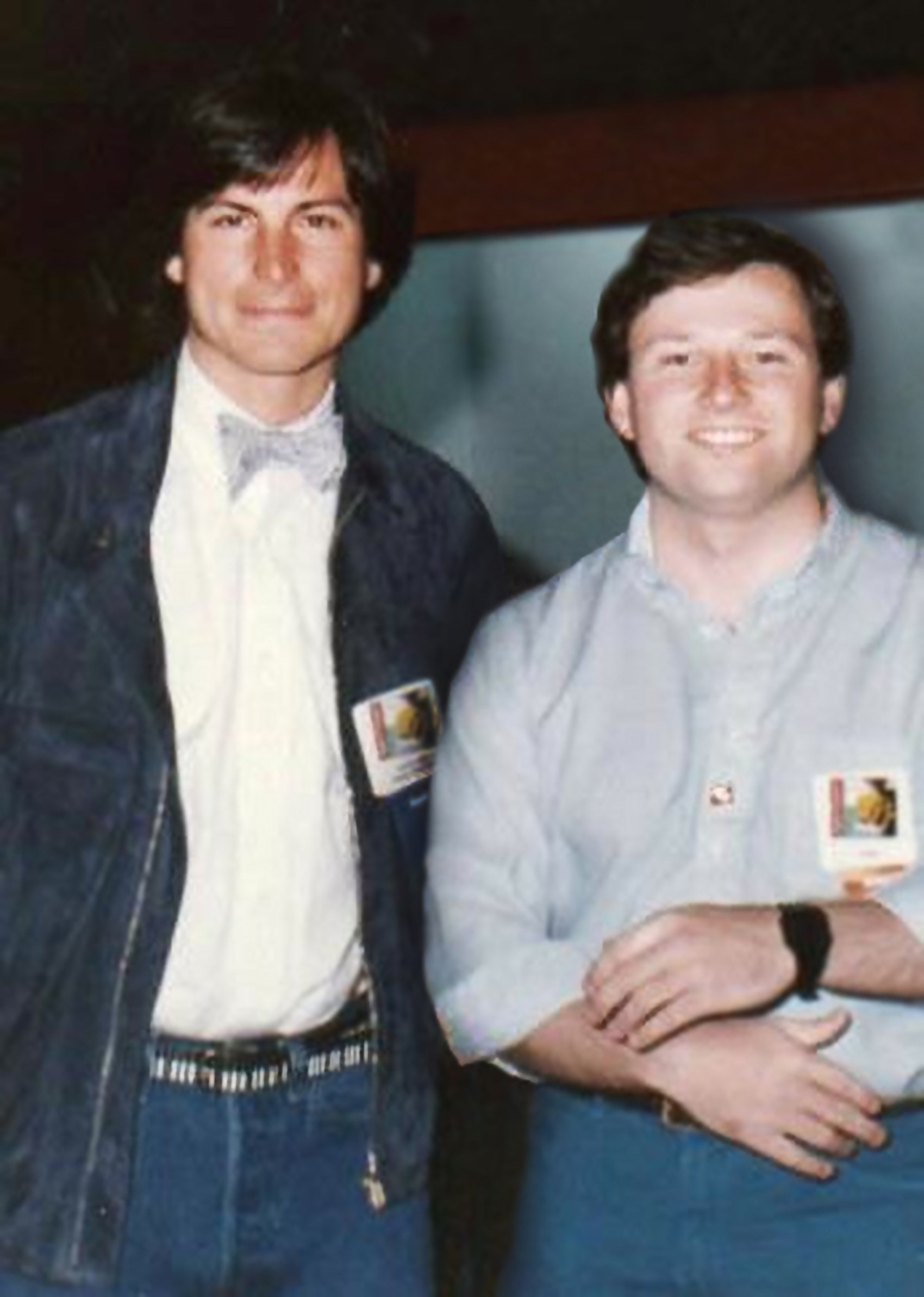
Macintosh Hippo-C 소프트웨어 출시 행사: 스티브 잡스와 웬델 브라운, 1984년

매킨토시 128K는 1983년 10월에 언론에 소개됐고, 12월에 18쪽짜리 소책자와 함께 여러 잡지에 소개되었다. 매킨토시는 1984년에, 지금은 15,000,000달러의 거물이 된 리들리 스콧의 TV 광고인 “1984”에 소개되었다. 광고는 1984년 1월 거의 모든 미국인이 시청했던 슈퍼볼 VXIII의 3쿼터에 방송에 나갔는데, 지금은 “획기적 사건”과 “걸작”으로 불린다. 1984 광고에는 “동조”로부터 인류를 구원하기 위한 매킨토시의 등장 (여자의 흰 상의에 피카소 풍의 그림으로 애플사의 매킨토시라고 그려져 있다)을 상징하기 위해 무명의 여자가 출연했다. 이 그림은 빅 브라더(Big Brother - 조지 오웰의 소설 1984에서 커다란 화면에 얼굴만 보이는 독재자)에게 지배되는 미래를 그린 소설 1984를 언급하는 것이기도 하다.
1984 광고가 전파를 탄 이틀 뒤 매킨토시는 판매를 시작했다. 매킨토시는 인터페이스의 화려함을 자랑하기 위해 맥라이트(MacWrite)와 맥페인트(MacPaint) 두 가지의 응용 프로그램을 꾸러미로 제공했다. 그 유명한 스티브 잡스의 첫 번째 맥 키노트 연설에서 매킨토시는 “매킨토시, 미칠듯이 대단해!(Macintosh, Insanely great!)”라는 명언을 화면에 그리며 합성된 목소리로 소리까지 시연했다. 매킨토시는 단숨에 열광적인 지지를 받았지만, 일부 사람들에겐 너무 단순한 “장난감”으로 치부되었다. 그 까닭은 기계 전체가 GUI로 구성되어 있고, 이것은 프로그래머들에겐 이미 존재하는 텍스트 모드와 명령 방식으로 된 코드의 재작업을 의미했고, 이미 시장을 차지하고 있는 소프트웨어 개발사들에겐 큰 도전이므로 소극적인 움직임을 불러오게 되었고, 결과적으로 새로운 시스템을 위한 소프트웨어 부재로 이어졌기 때문이다. 1984년 마이크로소프트사의 멀티플랜(MultiPlan, MS사의 초기 사무용 문서 프로그램)이 MS-DOS에서 독립했고 뒤따라 1985년 1월 마이크로소프트 워드가 출시되었다. 1985년에는 로터스 소프트웨어가 로터스 1-2-3의 성공을 잇는 IBM PC용 로터스 재즈(Lotus Jazz)를 출시하지만 큰 실패를 한다. 같은 해 애플은 매킨토시 오피스(Macintosh Office)를 레밍즈(Lemmings) 광고와 함께 출시하지만 매킨토시의 잠재적인 고객에게는 상당한 불명예를 안기며 성공하지 못했다.
1984년 11월 뉴스위크 경선 특별판에서 애플은 2,500,000달러를 들여 39쪽의 모든 광고란을 사들여 화제가 되었다. 애플은 또한 신용카드로 결제하는 잠재적인 고객들에게는 24시간 동안 대여했다가 후에 매장에 돌려주는 매킨토시 프로모션을 진행한다. 2.000,000명의 고객들이 참여하자 판매사들은 프로모션을 좋아하지 않았는데, 주문에 의한 매킨토시의 공급이 부족했고, 반납된 많은 제품들이 다시 팔지 못할 만큼 훼손되어 있었다. 이 판매행사는 CEO인 John Sculley가 가격을 미화 1,995달러에서 2,495달러로 올리는 이유가 되었다. (인플레이션을 위한 조정, 2007년엔 약 5,000달러로 조정.)

### 1985 ~ 1989년
1985년, 맥과 애플의 레이저 프린터, 보스턴 소프트웨어(Boston Software)의 맥퍼블리셔(MacPublisher)와 앨더스 페이지메이커(Aldus PageMaker) 같은 맥에 특화된 제품들은 사용자로 하여금 문자와 그림을 배열하여 디자인, 미리 보기, 출력 등을 가능케 했다. - 이런 활동은 전자출판으로 알려지게 된다. 짧은 기간 동안 전자출판은 유일하게 맥에서만 가능했으나, 결국 후에는 IBM PC 사용자들도 가능하게 되었다. 매크로미디어 프리핸드(Macromeida FreeHand), 쿼크익스프레스, 어도비 포토샵, 그리고 어도비 일러스트레이터 같은 프로그램들은 그래픽 전문 컴퓨터로서의 맥의 입지를 더욱 튼튼히 했고 전자출판 시장의 확장과 통합에 도움을 주었다.
초기의 맥이 마주친 한계는 곧 사라졌다: 초기의 맥은 1984년의 다른 컴퓨터들과 비교해도 적은 메모리 용량이었고 확장하기가 쉽지 않았다. 그리고 하드 디스크 드라이브도 부족하거나 접근하기도 쉽지 않았다. 1985년 10월, 애플은 맥의 메모리를 512kb로 늘렸지만, 128kb(매킨토시 128K)인 맥에서 확장하기는 어려웠다. 부품의 접근성을 개선하기 위해 애플은 1986년 1월 10일 미화 2,600달러의 매킨토시 플러스를 발표했다. 4메가까지 확장 가능한 1메가바이트의 램을 장착했고, 하드 드라이브나 스캐너 등 최대 7개의 주변 장치까지 제어할 수 있는 가히 혁명적인 병렬 SCSI 인터페이스를 제공했다. 플로피 드라이브는 800kb까지 용량이 늘어났다. 맥 플러스(Mac Plus)는 순식간에 성공을 거두었고 1990년 10월 15일까지 생산되었다. 4년하고도 10개월 동안 판매된 셈인데, 이것은 애플 역사상 가장 긴 생명력이었다.
또 다른 사건도 남겼는데, 특히 느린 프로세서 속도와 그래픽 능력의 한계는 업무용 컴퓨터 시장에 맥의 진입을 막는 장애였다. 진화된 모토로라의 CPU는 좀 더 빠른 컴퓨터를 가능케 했고 1987년 애플은 모토로라의 새로운 기술을 받아들여 모토로라의 68020 16MHZ를 사용한 매킨토시 2를 소개했다. 매킨토시 2의 가장 큰 발전은 ROM에 내장돼 있는, 매킨토시의 심장이라 할 수 있는, 퀵드로(QuickDraw) 언어로 표시되는 색채였다. 특히나 어떤 화면 크기라도 소화할 수 있고 어떤 색 깊이도 소화할 수 있으며 다중 화면을 지원하는 것은 퀵드로의 많은 혁신적인 기능 가운데 하나였다.
매킨토시 2는 지금까지 그리고 처음으로 여러 확장 슬롯과 컬러 그래픽, 공개 아키텍처를 채용했고 애플의 다른 제품들과 확장 가능한 애플 2계열에 영향을 받은, IBM PC와는 다른 디자인은 매킨토시의 새로운 방향을 제시했다. 매킨토시 2는 하드 드라이브와 함께 꽤 시끄러웠던 송풍기(fan)이 달린 전원공급장치를 내장하고 있었다. 한 외부 개발사에서 냉각기의 온도를 인식해 송풍기의 속도를 조절하는 장치를 팔긴 했지만 소비자는 애플의 보증을 받을 수 없었다. 후에 매킨토시 컴퓨터는 좀 더 조용한 하드 드라이브와 전원공급장치를 채용했다.
1986년 9월 애플은 MPW라고도 불리는 매킨토시 프로그래머 웍샵에서 맥용 프로그램을 리사를 통한 개발 대신에 맥에서 개발하는 법을 소개했다. 1987년 애플은 HyperCard를 공개했고, 매킨토시에서 동시 다중작업을 가능케 하는 MultiFinder를 소개했다. 가을에는 모든 애플에 위 두 가지 제품이 꾸러미로 제공되었다.
매킨토시 2를 바로 뒤이어, 매킨토시 SE(Second Edition)가 출시됐는데 최초의 20MB 내장 하드 드라이브와 하나의 확장슬롯이 장착된 맥이었다. SE는 또한 제리 매넉과 테리 오야마의 최초 디자인을 향상시켰고 매킨토시 2의 디자인 언어인 Snow White와 몇 개월 후 애플 IIGS에 처음으로 등장하게 되는 새로운 애플 데스크탑 박스
B) 마우스와 키보드를 공유했다.
1987년 애플은 자사의 소프트웨어 사업을 클라리스(Claris)로 분리한다. 클라리스는 애플에 쓰였던 몇몇 응용 프로그램의 코드와 법적 권리를 인수했다. 주요 제품은 MacWrite, MacPaint와 MacProject 등이다. 1980년대 후반에 클라리스는 몇몇 수정판 응용 프로그램을 출시하는데 MacPaint Pro, MacDraw Pro, MacWrite Pro 그리고 FileMaker Pro 같은 “프로(Pro)” 계열이었다. 완벽한 사무용 프로그램 한 벌을 만들고자 클라리스는 맥에 있던 Informix Wingz(업무용 문서 프로그램 )를 사들여 이름을 Claris Resolve로 바꾸고 새로운 프레젠테이션 프로그램인 Claris Impact를 추가했다. 1990년 초기에 오면서, 클라리스 프로그램들은 일반인 사용자들에게 판매되는 맥의 주요품목이 되었고, 상당히 널리 알려지게 된다. 1991년, 클라리스는 곧 두 번째 인기상품이 되는 ClarisWorks를 출시한다.
ClarisWorks는 버전 5.0이 나오면서 AppleWorks로 이름이 바뀐다. 매킨토시 포터블(Macintosh Portable )은 애플의 첫 번째 휴대용 맥이다. 1989년에서 1991년까지 생산했고 시스템 6과 시스템 7을 돌릴 수 있었다.
1988년, 애플은 애플에 저작권이 있는 GUI, 사각형의 창 모양, 화면 겹침 기능(Overlapping), 창의 크기를 변화시키는 기능 등을 무단 사용한 혐의로 마이크로스프트사와 휴렛 패커드사를 고소했다. 4년 후 애플의 패배로 판결이 나고 후에 애플은 다시 항소했다. 애플은 이러한 행동때문에 소프트웨어 시장에서 자유소프트웨어 재단(FSF)을 비롯한 일부 단체로부터 치명타를 맞게 되는데, 자유소프트웨어 재단은 애플이 GUI 기술을 독점하려 한다고 여겼고 7년 동안 매킨토시 환경에서 돌아가는 GUI 프로그램들에 대한 불매운동을 벌였다.
1988년 새로운 모토로라 68030 프로세서와 함께 매인 보드에 MMU 내장을 포함해 내부가 향상된 매킨토시 IIx가 출시되었다. 1989년에 슬롯 개수를 줄인 버전으로 매킨토시 IIcx와 16 MHz 69030을 장착한 Mac SE가 뒤따라 출시되었다.(이름 짓는 규칙대로 가면 “SEx”가 되는 것을 피하기 위해 매킨토시 SE/30라고 지었다.) 그해 후반에 25MHz의 속도로 동작하고 8MB 이상의 램을 지원하지만, 그 프로세서와는 다르게 “32-bit 비호환” ROM(32 bit 중의 8 bit만이 OS 레벨의 주소할당이 가능했다.)을 장착한 매킨토시 IIci는 “32-bit 호환”이 되는 최초의 맥이었다. 시스템 7은 32-bit 주소할당이 가능한 최초의 Mac OS였다. 애플은 또한 매킨토시 포터블도 소개했는데 16 MHz 68000 모델에 능동행렬평판화면(active matrix flat panel display)을 채용했고 어떤 모델은 역광화면(backlit)으로 구성되기도 했다. 다음해에 가격이 미화 9,900달러부터 시작된 매킨토시 IIfx가 베일을 벗었다. 이 제품은 40 MHZ의 빠른 68030 프로세서와는 별개로 더 빠른 메모리, I/O 연산에 할당되는 애플 2 에라 CPU(Apple II-era CPU) 같은 내부적으로 아주 중요한 발전이 있었다.

### 1990 ~ 1998년
1990년 5월에 성능과 기능면에서 매킨토시 운영 체제에 버금가면서 가격은 더 싼 마이크로소프트의 윈도우 3.0(Microsoft Windows 3.0)이 출시되었다. 1990년 10월에 애플은 이전보다 가격을 낮춘 제품들을 출시하며 대응했다. 매킨토시 플러스(Macintosh Plus)의 주요 기능만으로 가격을 낮춘 매킨토시 클래식은 미화 999달러에 팔렸다. 하지만 2001년 초까지 결국 맥의 가격대는 올라갔다. 68020 CPU를 장착하고서 피자 상자 같이 특이한 가방에 들어가는 매킨토시 LC는 미화 1,800달러에 살 수 있었다. 이 제품은 컬러 그래픽과 512 x 384 픽셀을 지원하면서 저렴한 가격의 새로운 모니터를 채용했다. 20 MHz IIci 제품에서 하나의 확장 슬롯만 넣은 매킨토시 IIsi는 미화 2,500달러였다. 이들 세 가지 제품은 모두 잘 팔렸지만, 애플의 순수익은 이전의 매킨토시 제품들보다 낮았다.
시스템 세븐(System 7)은 최초의 주요 판 올림이 이뤄진 매킨토시 운영 체제였다.
1991년 많은 기대를 받으며 출시된 시스템 세븐은 32비트 코드로 재작성되어 나옴으로써, 컬러 그래픽 조작성과 메모리 주소 할당, 네트위킹이 강화되었고 협력적 다중작업(co-operative multitasking) 구현과 가상 메모리 기술까지 적용되어 나온 매킨토시 운영 체제였다. 그해 후반에 애플은 속도가 더 향상된 모토로라 68040 프로세서를 최초로 채용한 매킨토시 쿼드라 700(Quadra 700)과 900을 선보였다. 이 제품들은 16 MHz 68030 CPU를 사용해 전년도 최고 인기 상품이기도 했던 매킨토시 클래식 2(Classic II)와 매킨토시 LC II의 개선판으로서 시장에 나왔다. 또한 이때에 매킨토시는 프락디자인(Frogdesign) 사에 비싼 컨설팅 비용을 지불하며 사용하던 디자인 언어인 “Snow White”를 버리고, Apple Industrial Desing Group을 설립하여 새 운영 체제에 사용될 언어를 자체 개발하기 시작했다.
1991년 10월에 휴대용 매킨토시(Macintosh Portable) 제품군은 소형화된 포터블 개념으로 나온 최초의 세 가지 파워북(PowerBook)-- 파워북 100과 16 MHz 68030 CPU를 채용한 파워북 140, 25 MHz 68030 CPU를 채용한 파워북 170으로 대체된다. 이 제품들은 키보드 아래쪽에 손바닥을 놓일 공간을 마련되고, 포인팅 장치(트랙볼)가 내장된 최초의 휴대용 컴퓨터였다.
애플 매장에는 매킨토시 센트리스(Macintosh Centris)라 불린 쿼드라(Quadra) 계열의 중간쯤 되는 모델이 있었는데, 소비자들이 클래식 계열, LC 계열, II계열, Quadra 계열, 펄포마 계열, 센트리스 계열로 혼란스러워 해서 곧 쿼드라로 이름이 바뀌었다. 또한 애플은 파워북 듀오 계열의 축소판 제품을 공개하기도 했다. 이 제품은 사무실 등의 작업장에 쓰이는 기능성 도구 같은 제품이었는데 데스크톱용 기지국(Base Station)에 연결되는 용도였다. 이 제품은 1997년 초반까지 판매되었다. 1994년 5월, 차세대 파워북 계열인 파워북 500을 출시하는데 트랙패드(trackpad)라는 기발한 장치를 최초로 장착한 제품이다. 또한 1994년 애플은 AIM 연합, IBM, 모토로라가 개발했던 RISC 파워피씨(RISC PowerPC) 아키텍처에서 모토로라 CPU를 버렸다. 파워 매킨토시 계열은 새로운 칩을 사용한 첫 번째 제품으로서 커다란 성공을 거두는데 9개월 만에 100만 개가 넘게 팔렸다.
이런 기술과 상업적인 성공에도 마이크로소프트와 인텔은 윈도우 95 운영 체제와 펜티엄(Pentium) 프로세서로 애플의 시장 점유율을 빠르게 하락시켰다. 이 두 제품은 IBM 호환 PC의 멀티미디어 기능과 동작 속도를 획기적으로 상승시켰지만 윈도우 운영 체제의 GUI는 여전히 맥과 닮아 있었다. 이에 대한 반응으로 애플은 "매킨토시 호환 프로그램(Macintosh clone program)"을 시행했는데, 이 호환 제품들은 다른 회사의 하드웨어(본체)에 애플의 시스템 7 운영 체제를 장착한 제품들이었다. 이 전략은 애플의 시장 점유율을 다소 높여주고 고객들에게는 더욱 싼 하드웨어를 제공하기는 했으나, 애플에게는 경제적인 타격을 주었다. 스티브 잡스는 1997년 애플로 돌아오면서 버전 7.7로 알려진 다음 운영 체제의 이름을 맥 OS 8로 바꿔야 한다고 주장했는데, 당시 애플이 다른 회사에 허용했던 저작권은 오직 시스템 7만 해당했으므로 결국 매킨토시 호환 제품의 생산은 막을 내렸다. 이러한 결정은 맥 호환 하드웨어 생산에 상당한 투자를 했던 모토로라사나 파워 컴퓨딩 사(Power Computing Corporation)에게는 치명적인 재정적 손실을 입혔다.

### 1998 ~ 2011년
스티브 잡스가 애플로 돌아온 다음 해인 1998년 애플은 모든 구성품이 하나로 통합된 아이맥(iMac)을 선보인다. 반투명한 아이맥 케이스는 청록색에서 시작해 나중엔 여러 색깔로 생산됐는데, 1990년대 후반에 제품 디자이너인 홀마크(hallmark)가 고안한 것이다. 아이맥은 이전까지 애플의 표준 연결 방식인(그리고 거의 독자 기술이었던) SCSI나 ADB 같은 장치를 버리고 두 개의 USB 단자를 장착했다. 또한 아이맥에는 플로피 디스크 드라이브도 없앴는데, 그 대신 CD-ROM을 장착했다. 아이맥은 139일 만에 80만대가 팔리는 기염을 토하고, 그해 애플의 연간 매출은 미화 3억 9백만 달러에 이르렀다. - 마이클 스핀들러(Michael Spindler)를 최고경영자로 영입했던 1995년 이래 처음으로 순수익이 난 해였다. 파란색과 흰색의 조합은 파워 매킨토시(Power Macintosh)에도 적용됐고 연이어 나온 새로운 제품인 아이북(iBook)에도 적용되었다. 1999년 7월에 소개된 아이북은 애플의 첫 번째 일반인용 노트북 컴퓨터였다. 9월에 판매가 시작되기 전까지 14만대의 선주문이 있었고 10월이 되면서는 아이맥과 비슷한 판매량을 보이면서 인기를 끌었다. 애플은 연이어 큐브(Cube)나 교육 시장용 이맥(eMac), 전문가를 위한 파워북 G4(PowerBook G4) 랩탑 등의 새로운 제품을 생산한다. 최초의 아이맥은 G3 프로세서를 썼으나 G4를 거쳐 G5로 넘어가면서 제품 디자인도 흰색 플라스틱으로 새롭게 바뀌었다. 현재의 아이맥은 알루미늄 케이스다. 2005년 1월 11일, 애플은 미화 499달러로 책정된 맥 미니(Mac Mini)를 출시하는데, 이는 지금까지 가장 값이 싼 맥이다.
맥 OS는 9.2.2판까지 개선되어 나왔지만, 그것의 구식 아키텍처—몇 번 갱신이 되긴 했다. 예를 들면 파워 피씨 포트 중의 하나로 나노커널(nanokernel)이 추가됐고 Mac OS 8.6은 멀티프로세싱 서비스 2.0(Multiprocessing Services 2.0)을 지원하도록 수정되었다.-- 는 교체가 필요했다. 그래서 애플은 맥 OS 9을 완전히 재정비한 유닉스 계열 기반의 맥 OS X(Mac OS X)을 소개하는데 다윈(Darwin) 커널과 XNU를 사용하는 넥스트스텝(NEXTSTEP)을 토대로 하였다. 맥 OS X은 2000년 9월에 아쿠아 인터페이스와 함께 퍼블릭 베타로 공개되었다. 원하는 고객들은 미화 29.99달러에 애플의 이 새로운 운영 체제를 미리 체험하고 정품이 발매되기 전에 의견을 제시할 수 있었다. 2001년 3월 24일 Mac OS X의 첫 번째 버전인 10.0(별명은 치타)이 출시되었다. Mac OS X의 초기 버전에서는 이전의 OS에서 사용하던 응용 프로그램들을 클래식이라는 구성을 이용하여 여전히 사용할 수 있었다. [애플은 Mac OS X의 10.5 버전인 레퍼드(Leopard)부터 클래식을 빼버렸다.] Mac OS X의 다음 버전들은 2001년 9월 25일 출시된 10.1 버전 "푸마"(Puma), 2002년 8월 24일 출시된 10.2 버전 "재규어"(Jaguar), 2003년 10월 24일 출시된 10.3 버전 "팬서"(Panther), 2005년 4월 29일에 출시된 "타이거"(Tiger), 2007년 10월 26일에 출시된 "레퍼드"(Leopard), 2009년 2월 28일에 출시된 "스노우 레오파드"(Snow Leopard), 2011년 7월 20일에 출시된 "라이온"(Lion)이다. 인텔 버전의 레퍼드는 오픈 그룹으로부터 유닉스 규격 인증을 받았다.
1991년에 CPU를 파워피씨 프로세서로 변경하면서 파워 매킨토시, 파워맥 G3, 파워맥 G4, 파워맥 G5가 출시되었고, 1998년에는 아이맥이 큰 성공을 거두며 애플의 부흥을 이끌었다.
2006년부터는 인텔 프로세서를 사용한 맥이 판매되고 있다.
매킨토시는 플로피 디스크 드라이브의 역사를 두 번 바꾸었다. 매킨토시 128부터 3.5인치 디스크 드라이브를 탑재하고 과감하게 5.25인치 드라이브를 버렸다. 또한 아이맥부터는 플로피 디스크 드라이브를 없애고 CD롬 드라이브만 탑재함으로써 3.5인치 디스크 드라이브도 쇠퇴의 길을 걷게 되었다.

## 운영 체제

### 시스템 (1 ~ 7.5)
매킨토시가 발표되었을 때 운영 체제는 '시스템'(System)으로 불렸다. 최초의 시스템은 GUI와 위지위그 등 당시 상황에서는 혁신적인 기능을 가지고 있었지만 동시에 여러 프로그램을 실행시킬 수 없었다. 1987년 시스템 5.0으로 버전이 올라가면서 멀티파인더를 통해 협력형 멀티태스킹이 가능해졌다. 1991년에는 가상 메모리, 파일 공유를 지원하고 멀티미디어와 그래픽 지원이 강화된 시스템 7이 출시되었다. 시스템이라는 이름은 파워피씨 프로세서를 처음으로 지원한 7.5에서 마지막으로 사용되었다.

### 맥 OS (7.6 ~ 9.2.2)
1997년 맥 OS 7.6이 발표되면서 명칭이 '맥 OS'(Mac OS)로 변경되었다. 곧이어 멀티스레드 파인더와 새로운 파일 시스템을 지원하는 맥 OS 8이 발표되었다. 1999년 맥 OS의 마지막 메이저 버전인 맥 OS 9가 발표되었다. 2001년 초에 발표된 맥 OS X에는 '클래식'이라는 이름으로 포함되어 맥 OS X으로 전환하는 동안 기존에 사용하던 응용 프로그램을 계속 사용할 수 있었다. 맥 OS 9는 2001년 12월에 발표된 9.2.2를 마지막으로 개발과 지원이 중단되었다.

### macOS (10.0 ~ )
현재 매킨토시의 운영 체제는 macOS이다. 이것은 애플이 스티브 잡스의 넥스트 사를 인수하여 BSD 유닉스 계열 기반인 NeXTSTEP을 바탕으로 새로 개발한 것이며, 이때의 이름은 OS X(오에스 텐)이었다. OS X은 더 이상 버전을 일컫는 이름이 아니라 운영 체제의 이름으로 사용하며, 메이저 버전을 내놓을 때 소숫점 밑의 버전만을 올리며, 코드명을 이용하여 이름붙인다. 치타, 퓨마, 재규어, 팬서, 타이거 등 고양이과 동물들의 이름으로 각 버전의 코드명을 지정하였고 10.9 매버릭스 이후로는 미국 캘리포니아주의 지명을 사용하여 코드명을 지정하며, 재규어(10.2) 이후로는 코드명을 이용하여 마케팅을 펼치고 있다. 10.12 버전의 시에라를 발표하면서 이름을 macOS로 바꾸었으며, 현재 가장 최신의 운영 체제는 10.15 버전의 카탈리나이다.

## 대한민국에서의 매킨토시 사용
대한민국에서 매킨토시는 전통적으로 북디자인, 음악, 영상 분야에서 사용되었다. 지금은 X86용으로도 나와 있지만, 초기에는 쿼크익스프레스, 포토샵, 일러스트레이터, 레이저 프린터, 고품질 서체를 매킨토시에서만 사용할 수 있었고, 출력을 쉽게 할 수 있어서 북디자인을 비롯한 디자인계에서는 맥이 널리 사용된다. 음악 분야에서도 로직 프로 등의 주요 스튜디오 레코딩 프로그램을 통해 높은 점유율을 차지하고 있고, 영상 분야에서는 애플의 멀티미디어 기술인 퀵타임을 기반으로한 영상 편집 프로그램을 사용할 수 있기 때문에 방송이나 영화 업계에서 애용되고 있다. 물론 지금은 소프트웨어 회사들의 크로스 플랫폼 프로그램 개발 노력으로 제한점들이 많이 사라졌다. 최근에는 인텔 매킨토시가 등장하면서 매킨토시의 판매가 증가하였다. 매킨토시는 가격이 비싸다는 선입관이 널리 퍼져있었지만 지난 몇 년 동안 매킨토시의 가격이 동일 사양의 PC 가격과 비슷한 수준으로 하락하였고 OS X과 윈도를 함께 사용할 수 있기 때문으로 여겨진다.
한편 한국의 각종 포탈이나 커뮤니티 사이트, 온라인 게임 사이트, 인터넷 뱅킹이나 공공기관 등 공인 인증서를 사용하거나 액티브 엑스를 사용하는 사이트는 매킨토시에서 이용하기 어렵다. 이것은 마이크로소프트 윈도우가 국내 운영 체제 시장을 거의 독점하는 상황에서 인터넷 사용이 확산되면서 웹 애플리케이션 개발이 윈도-인터넷익스플로러 환경만을 감안하여 이루어졌기 때문이다. 정부와 공공기관에서도 이를 방관하면서 상황이 악화되었다. 액티브 엑스 사용을 권장하지 않는 윈도우 비스타가 출시되고 웹에서의 평등한 접근성을 요구하는 목소리가 커지면서 웹 환경의 변화가 이루어지고 있지만, 기반 구조를 변경하여야 하는 문제이기 때문에, 윈도우10이 2015년 출시된 이후 현재까지도 해결되지 않고 있다.

## 매킨토시의 종류
스티브 잡스가 복귀한 후 매킨토시는 크게 대상 사용자 유형에 따라 일반 사용자용과 전문 사용자용, 제품 유형에 따라 데스크톱과 노트북으로 분류되어 크게 네 가지 제품으로 분류된다. 여기에 맥 미니, 맥북 에어와 서버인 XServe가 추가된다.
| 사진      | 이름         | 종류     | 사용자      | 설명 |
| --------- | ------------ | -------- | ----------- | --- |
|           | 맥 미니      | 데스크톱 | 일반        | 인텔 듀얼코어 i5 프로세서 장착. 2.3 GHz 버전과 2.5 GHz 버전이 있다. 애플의 저변확대용 모델. |
|           | 맥 미니 서버 | 데스크톱 | 서브        | 인텔 쿼드코어 i7 2.0 GHz 프로세서 장착. ODD가 없는 모델로, 대신 500GB의 HDD 두개가 RAID로 구성된다. 운영 체제는 맥 OS X 10.7 서버가 제공된다. |
| 아이맥    | 아이맥       | 데스크톱 | 일반        | 2010년 여름의 모델에는 SDXC 슬롯이 내장되어 있다. LCD 디스플레이의 크기에 따라 16:9 비율의 21.5인치, 27인치 2가지 모델이 제공되며, 인텔 코어 i3 (3.06 GHz, 3.2 GHz)를 장착했으며, 27인치 모델은 인텔 코어 i3(3.2 GHz, 옵션 3.6 GHz) 또는 네할렘 쿼드코어 프로세서 (i5 2.8Ghz, 옵션 i7 2.93 GHz)를 장착한 모델도 있다. 27인치 모델은 미니디스플레이포트를 이용한 외부입력이 가능하다. 최근에는 5K 해상도를 지원하는 iMac 5K가 출시되었다.                                                                                                 |
|           | 맥 프로      | 데스크톱 | 전문가      | 전문 업무용 컴퓨터. 인텔 제온 쿼드 코어 프로세서 2.8 GHz 1개(옵션 쿼드 코어 3.2 GHz, 6-코어 3.33 GHz)와 인텔 제온 쿼드 코어 프로세서 2.4Ghz 2개를 장착한 모델이 있다. 12코어 모델은 인텔 제온 6-코어 프로세서 2.66 GHz 2개(옵션 6-코어 2.93 GHz 2개)가 장착되어 있다. 또한 Xserve 단종으로 Server 모델이 추가되었으며 인텔 제온 쿼드 코어 프로세서 2.8 GHz 1개(옵션 쿼드 코어 3.2 GHz, 6-코어 3.33 GHz, 쿼드 코어 2.4 GHz 2개, 6-코어 2.66 GHz 2개, 6-코어 2.93 GHz 2개)를 장착하고 있다. 서버 모델에 한해 맥 OS X 10.6 서버가 제공된다. |
| 맥북      | 맥북         | 노트북   | 일반        | 인텔 코어 2 듀오 프로세서 장착. 맥북 프로의 유니바디 디자인을 적용한 흰색 모델이 있다. 사양은 맥북 프로 13인치 모델과 유사하나 파이어와이어와 SD 카드 슬롯이 존재하지 않는다. 아이북 제품군의 후속 모델이며, 단종되었다. 2015년 새로운 라인업으로 부활했다. |
|           | 맥북 프로    | 노트북   | 일반/전문가 | 인텔 i5, i7 프로세서를 장착한 전문 업무용 노트북. 13인치, 15인치 모델이 존재한다. 15인치 모델은 화면을 무광 화면으로 교체 할 수 있으며. 15 인치 모델에는 쿼드코어 프로세서가 장착된다.. 파워북 제품군의 후속 모델. |
| 맥북 에어 | 맥북 에어    | 노트북   | 서브/일반   | 인텔 듀얼코어 i5 프로세서를 장착한 서브 노트북. ODD, 유선 랜 포트, 파이어와이어가 없는 것이 특징. 발표 당시 세계에서 가장 얇은 노트북이었다. 현재 11인치 맥북 에어는 1.6 GHz CPU를 장착하며 64GB 또는 128GB 플래시 메모리가 장착되며, 13인치 맥북 에어는 1.7 GHz CPU와 128GB 또는 256GB 플래시 메모리가 장착되어 있다. |
| Xserve    | XServe       | 서버     | 기업        | 인텔 Xeon "네할렘" 쿼드 코어 프로세서를 장착한 서버용 컴퓨터. 모델에 따라 2.26 GHz 1개와 2개가 제공된다. 2011년 1월 31일까지만 구입이 가능하다(즉, 단종되었다). |

## 매킨토시의 역사
- 1984년 최초의 매킨토시인 매킨토시 128k 출시
- 1985년 애플 레이저라이터가 출시되면서 출판인쇄 분야에서 매킨토시가 사용되기 시작함
- 1987년 확장이 가능한 매킨토시 II 출시
- 1991년 매킨토시 노트북인 파워북 출시
- 1994년 파워피씨 프로세서를 장착한 파워 매킨토시 출시
- 1997년 파워북 G3 출시
- 1998년 아이맥 출시
- 1999년 아이북, 파워맥 G4 출시
- 2000년 파워맥 G4 큐브 출시
- 2001년 파워북 G4 출시, 맥 OS X으로 운영 체제 이전
- 2002년 아이맥 G4, 이맥, XServe 출시
- 2003년 파워맥 G5, 아이북 G4 출시
- 2004년 아이맥 G5, XServe G5 출시
- 2005년 맥 미니 출시
- 2006년 인텔 프로세서를 사용한 맥 프로, 맥북 프로, 아이맥, 맥북, 맥 미니 출시
- 2007년 알루미늄 프레임, 유리 커버가 사용된 아이맥 출시
- 2008년 초박형 서브노트북 맥북 에어 출시
- 2008년 알루미늄을 사용하여 만든 유니바디 맥북 13인치와 맥북 프로 15인치 출시.
- 2009년 네할렘 아키텍처를 채용한 Xserve 출시.
- 2009년 맥북 알루미늄 모델이 단종되고, 맥북 프로 모델 (13인치, 15인치, 17인치)과 맥북 에어 모델이 수정되었다.
- 2009년 아이맥 21.5인치와 27인치, 수정된 맥미니와 맥미니 서버, 그리고 유니바디 맥북 출시.
- 2010년 새로운 맥북 에어 출시
- 2011년 Xserve가 1월 31일에 단종.
- 2012년 새로운 맥북 에어, 맥북 프로 레티나 디스플레이 15인치(6월 12일), 새로운 아이맥 출시
- 2012년 맥북 프로 레티나 디스플레이 13인치(10월 23일) 출시
- 2013년 새로운 맥북 프로 레티나 디스플레이, 맥 프로 출시
- 2014년 새로운 맥북 프로 레티나 디스플레이, 새로운 맥 미니 출시
- 2015년 새로운 맥북 프로 레티나 디스플레이, 뉴 맥북 출시
- 2016년 맥북 에어 리프레시 모델 출시, 터치바를 단 새로운 맥북 프로 레티나 출시
- 2017년 맥북 프로 13", 15" 모델 출시
- 2019년 맥북 프로 13", 16" 출시(마지막으로 인텔 프로세서를 탑재함)
- 2020년 맥북 프로 13" 출시, 자사 프로세서 M1 탑재
- 2020년 맥 미니 출시, M1 탑재
- 2020년 맥북 에어 출시, M1 탑재

## 같이 보기
- 애플
- 맥북
- 사파리 (웹 브라우저)